# Neyraudia arundinacea
Neyraudia arundinacea är en gräsart som först beskrevs av Carl von Linné, och fick sitt nu gällande namn av Johannes Jan Theodoor Henrard. Neyraudia arundinacea ingår i släktet Neyraudia och familjen gräs. Inga underarter finns listade i Catalogue of Life.